# Eucereon nervulum
Eucereon nervulum är en fjärilsart som beskrevs av Rothschild 1912. Eucereon nervulum ingår i släktet Eucereon och familjen björnspinnare. Inga underarter finns listade i Catalogue of Life.